# József Bakucz
József Bakucz (ur. 2 stycznia 1929 w Debreczynie, zm. 13 października 1990 w Bostonie) – węgierski poeta.
Studiował filologię francuską na Uniwersytecie im. Loránda Eötvösa w Budapeszcie. W 1957 roku wyemigrował do Stanów Zjednoczonych, gdzie pracował jako konstruktor maszyn budowlanych. Mieszkał w Nowym Jorku, a następnie w Bostonie.
W 1972 roku został uhonorowany nagrodą im. Lajosa Kossutha.

## Twórczość
- Ki mit szeret? (1956)
- Napfogyatkozás (1968)
- Kövesedő ég (1973)
- Vissza Európához
- Géniuszok
- Megalit (1994)
- Szent Jakab Tornya